# Cortes Generales
Pour les autres articles nationaux ou selon les autres juridictions, voir Cortes.
 (octobre 2024).
Si vous disposez d'ouvrages ou d'articles de référence ou si vous connaissez des sites web de qualité traitant du thème abordé ici, merci de compléter l'article en donnant les références utiles à sa vérifiabilité et en les liant à la section « Notes et références ».
XVe législature
Palais des Cortès (Congrès des députés)
Palais du Sénat (Sénat)
Les Cortes Generales constituent le parlement bicaméral du royaume d'Espagne. Elles sont établies par la Constitution de 1978.
C'est une institution bicamérale comprenant :
- le Congrès des députés (en espagnol : Congreso de los Diputados), qui est la chambre basse ;
- le Sénat (en espagnol : Senado), qui est la chambre haute.

En représentation du peuple espagnol, elles exercent les aspects essentiels de la souveraineté nationale : le pouvoir législatif, le vote du budget de l'État et le contrôle de l'action du gouvernement.

## Nature
La Constitution espagnole, en application de la séparation des pouvoirs, reconnaît et organise le pouvoir législatif, le pouvoir exécutif et le pouvoir judiciaire.
Le premier est confié aux Cortes Generales. Composées de deux chambres, elles peuvent se réunir en séance commune pour des raisons spécifiquement exposées par le texte constitutionnel. Elles forment une institution représentative, délibérante, inviolable et continue.

## Pouvoirs du Parlement

### Pouvoir législatif
Traditionnellement, la pratique et le texte des diverses Constitutions monarchiques qui ont eu cours en Espagne (seules deux ont été républicaines et encore seule la dernière a été approuvée et a été valable) ont mis en évidence le principe que la faculté de légiférer revenait aux Cortes Generales et au roi.
Ce principe a été plus ou moins appliqué en fonction de la tendance conservatrice ou progressiste du moment, et le problème est maintenant complètement surmonté depuis que l'Espagne est un État démocratique ; cependant, la Constitution reconnait que le roi a la prérogative de « sanctionner et de promulguer les lois ».
La Constitution confère tout le pouvoir législatif aux Cortes Generales ; ce pouvoir comprend les facultés d'élaborer et d'approuver les lois, de les modifier ou de les abroger et ce, sans préjudice de la prérogative de sanctionner et de promulguer les lois, qui appartient constitutionnellement au seul roi. Les chambres du Parlement exercent ce pouvoir conjointement et votent successivement les propositions de loi qui passent d'abord par le Congrès, puis par le Sénat et qui sont enfin remises au gouvernement.
Au cas où le Sénat présente des amendements au projet de loi, le Congrès approuve ou rejette tout ou seulement quelques amendements à la majorité simple. Et si le Sénat à la majorité absolue vote un projet ou une proposition de loi, cette dernière doit retourner au Congrès pour être ratifiée à la majorité absolue, ou elle doit attendre deux mois pour être approuvée à la majorité.
Le pouvoir législatif a une seule limite : le cadre constitutionnel. En vertu du principe de hiérarchie des normes, les lois ne peuvent pas être contraires à la lettre ou à l'esprit de la Constitution, et dans ce cas le tribunal constitutionnel peut déclarer la loi nulle. Cependant, il est important de signaler que les lois étant présumées constitutionnelles, la validité des lois, une fois approuvées par les Cortes Generales et sanctionnées par le roi, ne peut être remise en question ni combattue par les tribunaux ordinaires.
L'élaboration et l'approbation des lois a lieu au sein de chaque chambre selon une procédure établie dans le respect de chaque règlement, étant donné que la configuration du bicamérisme reste clairement imparfaite puisque le Congrès des députés a la supériorité sur le Sénat dans le processus de formation de la volonté législative des Cortes Generales.
Les deux chambres ont l'initiative des lois, mais le Sénat doit s'en remettre au Congrès pour son traitement les projets de loi qui prennent en considération que le Congrès reste une chambre de seconde lecture ; le Sénat peut amender ou voter les projets de la loi par le Congrès des députés mais ce dernier peut lever ou rejeter les amendements à la majorité absolue ou bien à la majorité simple une fois que deux mois se sont écoulés.
Les lois approuvées par les Cortes Generales ne sont applicables qu'après qu'elles ont reçu la sanction royale et la promulgation de l'ordre du roi, qui en plus décrète sa publication immédiate ; cette sanction et cette promulgation sont, comme d'autres actes du roi, un acte sur lequel le monarque ne peut délibérer ni décider parce qu'il est exclu et ne peut en principe refuser un vote approuvé par les Cortes Generales. Cependant, il est un fait admis par l'opinion unanime des juristes qu'il n'y a pas de forme judiciaire possible d'obtenir la validité d'une loi sur laquelle le roi peut hypothétiquement refuser sa sanction, il n'existe aucun moyen légal permettant de le contraindre. Le cas échéant, on peut dire que le projet fera pas partie du droit positif parce qu'il n'a pas reçu la sanction royale, bien qu'il ait été approuvé par le Parlement.

### Pouvoir fiscal
En vertu du principe traditionnel selon lequel le roi ne peut lever des impôts sans le consentement des Cortes, les constitutions espagnoles leur ont toujours réservé le droit de fixer le montant et l'assiette des taxes et des redevances. Ni le roi ni aucun autre agent public ne peuvent exiger le paiement d'impôts qui n'aient été votés et approuvés par le Parlement. Celui-ci exerce ce pouvoir par diverses lois sur des biens et des droits, comme l'alcool, le tabac, les hydrocarbures, les avoirs des personnes et les revenus et avantages sociaux des travailleurs et des entreprises.

### Pouvoir budgétaire
Les pouvoirs budgétaires du Parlement comprend le pouvoir de procéder à des affections aux fonds du Trésor public et assume l'obligation de toute autre autorité ou d'un fonctionnaire d'avoir leur autorisation expresse d'effectuer des dépenses sur le budget. La seule exception à ce principe est le privilège constitutionnel du roi de recevoir une somme forfaitaire du budget de l'État, qui ne peut donc pas être divisée en articles et ne peuvent pas être vérifiés ou contrôlés, et que le roi a le droit de répartir comme il lui semble le plus approprié.

### Pouvoir de contrôle de la politique du gouvernement
Un régime parlementaire se caractérise, conjointement à la séparation de pouvoirs, par un maintien d'une série de mécanismes qui assurent la communication entre le pouvoir législatif et le pouvoir exécutif. Cette dernière est atteinte par l'habilitation du législatif qui contrôle l'action politique du gouvernement, gouvernement qui est obligé d'avoir la confiance des Cortes pour suivre le développement de son activité.
Les deux chambres des Cortes Generales contrôlent le gouvernement à travers des questions et des interpellations et dirigent son action dans une certaine direction par le biais de résolutions et de propositions de loi, que le gouvernement doit respecter en vertu du principe de responsabilité de l'exécutif devant le législatif (principe parlementaire).

#### Questions, interpellations et motions
La question constitue un élément relevant du contrôle et de l'information. Elle a surgi au Royaume-Uni et consiste à solliciter des éclaircissements du gouvernement pour savoir si un fait est certain, si une information est arrivée au gouvernement, ou si elle est exacte, si le gouvernement l'a adopté ou s'il va prendre des mesures pour certaines questions.
Les interpellations constituent le moyen normal, moyen plus vaste et plus contrôlé. Les interpellations sont d'origines françaises et diffèrent des questions dans le sens où la demande de clarification concerne spécifiquement le comportement ou les intentions d'un ministre ou l'ensemble du cabinet et sont destinés à déterminer un débat d'orientation sur la politique suivie. Elle se différencie de la question pour deux aspects : l'interpellation implique une critique du comportement à la fois par une action ou une omission du gouvernement ou de ses membres. Il se distingue également en termes de procédure, l'appel peut aboutir à une motion qui est soumise à un vote et approuvé et oblige ainsi le gouvernement à agir en conformité avec le texte approuvé. La question a une portée beaucoup plus limitée.

#### Commissions parlementaires
Les deux chambres disposent, pour faciliter leur travail et comme il est de tradition dans la plupart des Parlements, de commissions parlementaires (en espagnol : Comisiones de las Cortes Generales).